# Martha Heesen
Martha Heesen (Oisterwijk, 1948) is een Nederlandse schrijfster en vertaalster.

## Jeugd en opleiding
Heesen groeide op in Brabant. Ze studeerde Nederlandse taal en letterkunde in Amsterdam.

## Werk
Heesen debuteerde in 1993 als schrijfster met Het plan-Stoffel. Ze is vooral in kleine kring bekend. Anders dan veel andere schrijvers heeft ze weinig contact met haar publiek. Ze schrijft voor zichzelf, omdat ze er plezier aan beleeft, volgens haar de enige goede reden om het te doen. In haar vroegere werk, zoals bijv. Toen Faas niet thuis kwam (2003) worden vaak diepgaande psychologische portretten getekend van pubers in een moeilijke situatie. Vaak zijn het jongens. Met Bajaar en Biezel zette Martha Heesen een nieuwe stap in haar werk. Ze ging schrijven over het Brabant van haar jeugd en over meisjes. Voor het schrijven van Bajaar ontving zij een werkbeurs van het Nederlandse Letterenfonds. Voor haar hele oeuvre kreeg ze in 2015 de Theo Thijssen-prijs voor kinder- en jeugdliteratuur toegekend. Volgens het juryrapport:
(Martha Heesen) brengt in haar kleine verhalen verschillende generaties samen en verkent met veel zin voor nuance en diepgang hun soms pijnlijke, soms ingewikkelde, soms geheimzinnige, maar altijd onverwachte en daardoor spannende familiegeschiedenis....Heesen schreef bijna ongemerkt een oeuvre bij elkaar met een enorm grote zeggingskracht. Daar word je stil van.
Van haar boeken zijn vertalingen verschenen in zeker 5 talen, waaronder Frans en Duits.

## Prijzen
- 2000 Zilveren Griffel - De vloek van Cornelia
- 2001 Zilveren Griffel - Mijn zusje is een monster; illustraties Sylvia Weve
- 2002 Zilveren Griffel - Stekels
- 2003 Gouden Uil voor jeugdliteratuur - Toen Faas niet thuis kwam
- 2006 nominatie Deutschen Jugendliteraturpreis - Die Nacht, als Mats nicht heimkam[7]
- 2012 Gouden Lijst voor het beste jeugdboek, categorie oorspronkelijk Nederlands - Bajaar[8]
- 2015 Theo Thijssen-prijs voor kinder- en jeugdliteratuur